# Réhon
Réhon település Franciaországban, Meurthe-et-Moselle megyében. Lakosainak száma 3811 fő (2022. január 1.). Réhon Chenières, Cutry, Lexy, Longwy és Mexy községekkel határos.

## Népesség
A település népessége az elmúlt években az alábbi módon változott:
| Lakosok száma | 580  | 4640 | 3168 | 3200 | 3741 | 3870 | 3827 | 3819 | 3799 | 3811 |
|               | 1886 | 1975 | 1990 | 1999 | 2011 | 2015 | 2017 | 2018 | 2020 | 2022 |